# Claude Rouer
Claude Rouer (Parigi, 25 ottobre 1929 – Villeneuve-Saint-Georges, 23 luglio 2021) è stato un ciclista su strada francese.

## Palmarès

### Olimpiadi
- Bronzo a Helsinki 1952 nella corsa a squadre.